# Simsia santarosensis
Simsia santarosensis là một loài thực vật có hoa trong họ Cúc. Loài này được D.M.Spooner miêu tả khoa học đầu tiên năm 1990.